# NEW Nordeifelwerkstätten

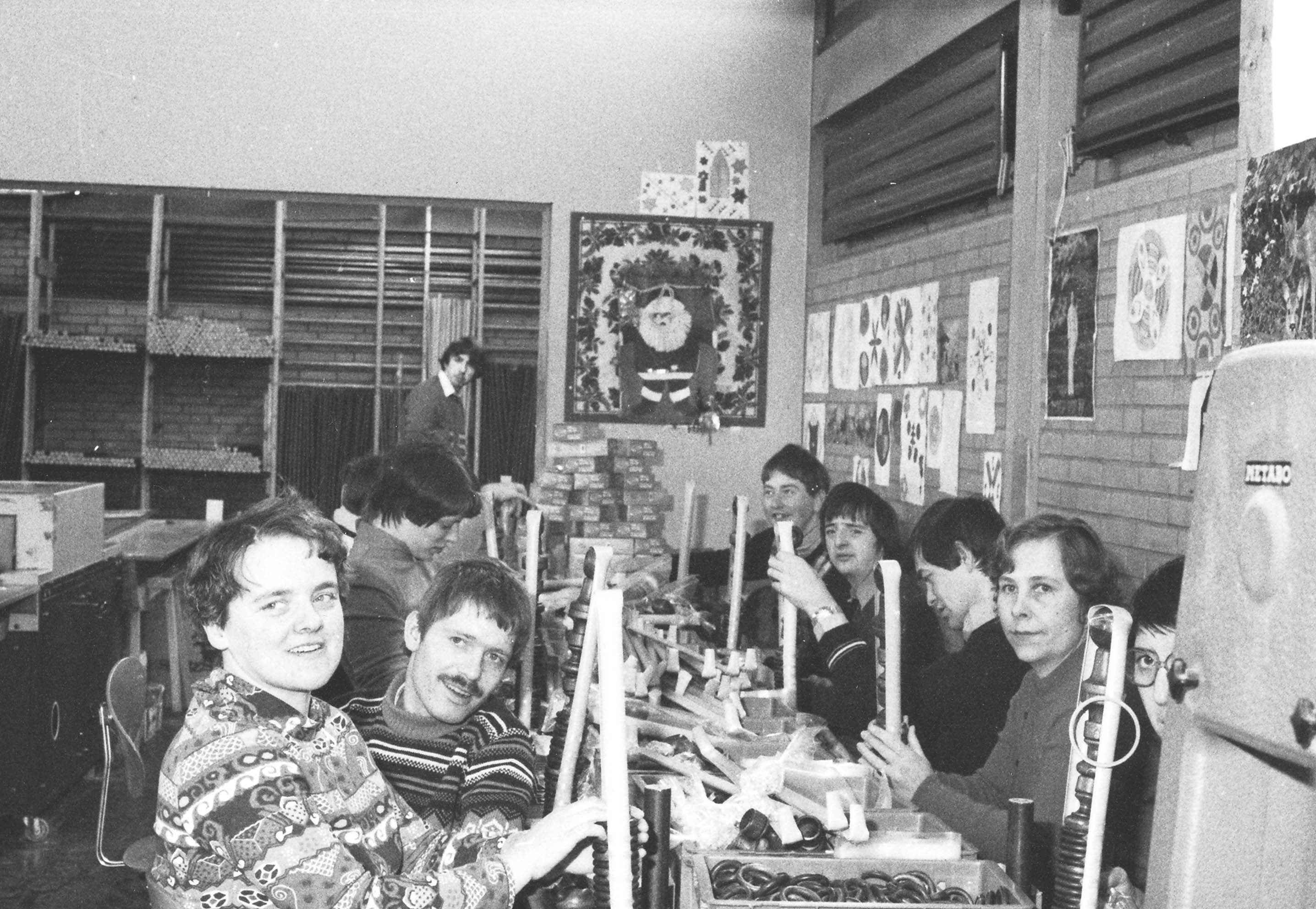
Die erste Behindertenwerkstatt in Dürscheven 1976

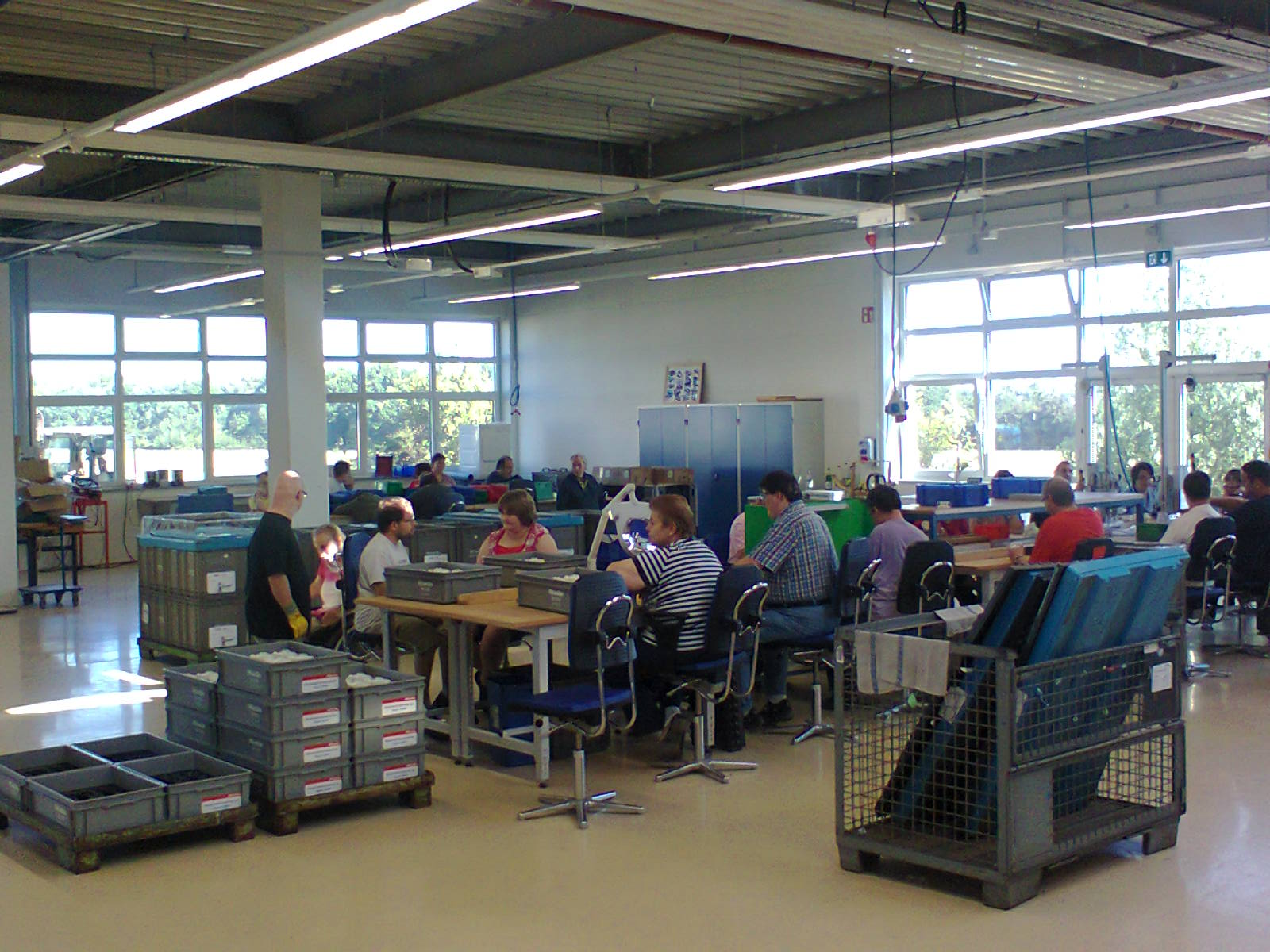
Produktionshalle in Ülpenich 2013

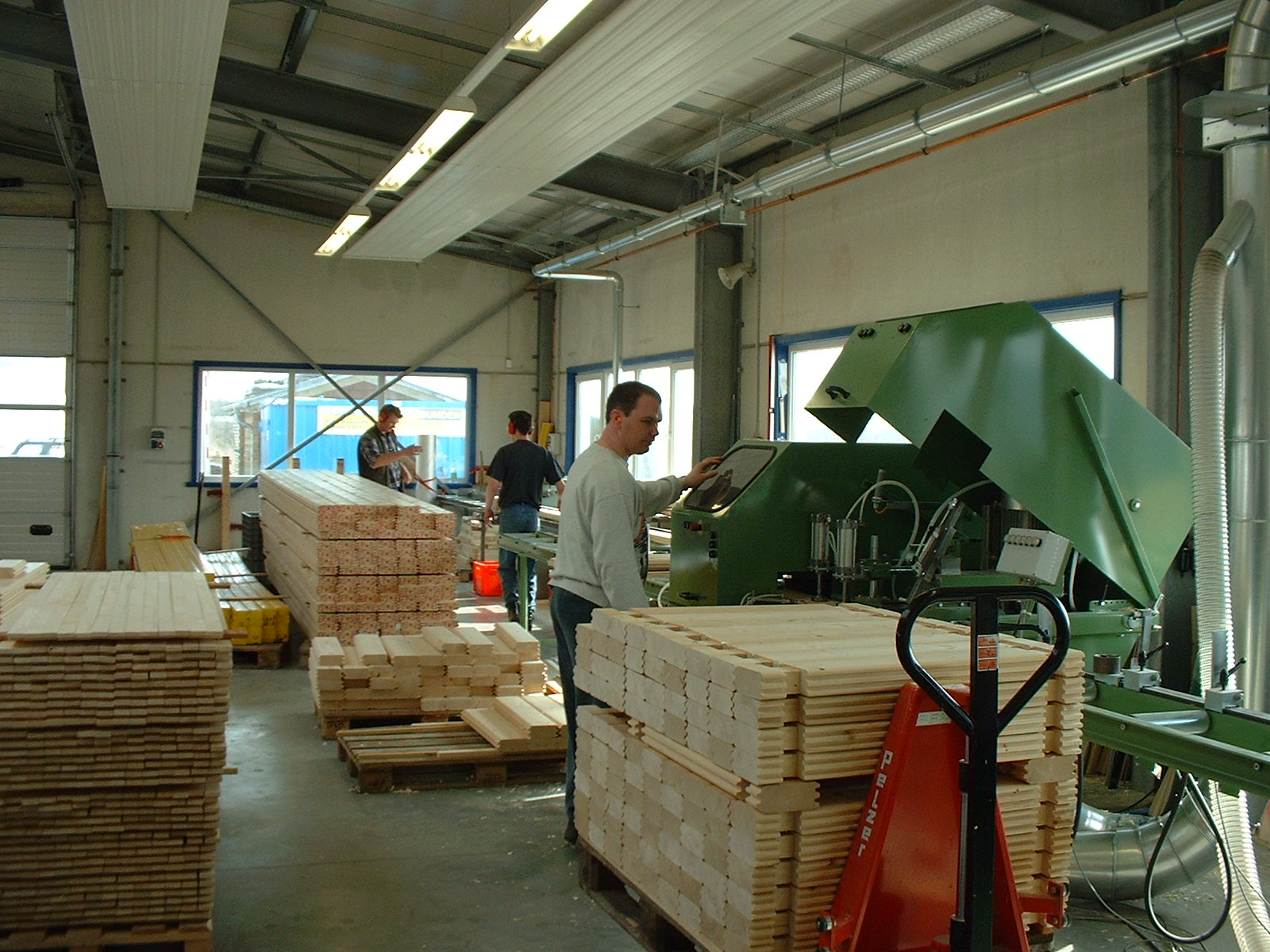
Saunabau in Zingsheim 2013

Die NE.W Nordeifel.Werkstätten gemeinnützige GmbH sind ein Unternehmen im Kreis Euskirchen für Menschen mit Behinderung, die aufgrund der Art und Schwere ihrer Behinderung auf dem allgemeinen Arbeitsmarkt nicht oder noch nicht integriert werden können.
1975 wurde die erste Werkstatt für behinderte Menschen (WfbM) in Dürscheven eröffnet.
Mittlerweile gibt es vier anerkannte Werkstätten, zwei davon in Ülpenich und Zingsheim für geistig- und mehrfachbehinderte Menschen und zwei weitere in Kuchenheim und Kall für psychisch behinderte Menschen. Diese bieten 1300 Mitarbeitern mit und ohne Behinderung einen Arbeitsplatz und zählen zu den größten Arbeitgebern im Kreis Euskirchen.

## Geschichte
1975 eröffnete die erste Werkstatt in einem ehemaligen Schulgebäude in Dürscheven. 30 geistig oder mehrfach behinderte Menschen aus dem Kreis Euskirchen begannen im Rahmen einer Werkstatt für behinderte Menschen zu arbeiten.
1978 richteten die Nordeifelwerkstätten aufgrund der stetig wachsenden Beschäftigtenzahl eine Außenstelle im Forum der Pfarre St. Matthias in Euskirchen ein. Ein Jahr später folgte eine weitere in Enzen.
1980 wurde mit dem Neubau einer Werkstatt in Ülpenich für 150 beschützte Arbeitsplätze begonnen, die Ende 1981 bezogen wurde.  Die bisher genutzten Gebäude gaben die Nordeifelwerkstätten auf. Die Werkstatt wurde 1990 und 1999 in zwei Bauabschnitten auf 330 Werkstattplätze erweitert.
1984 erwarben die NEW ein leerstehendes Industriegebäudes in Zingsheim, das nach zweijähriger Umbauzeit mit 80 zur Verfügung stehenden Werkstattplätzen eingeweiht wurde. Eine Erweiterung um 80 Werkstattplätze erfolgte 1992. Im Schreinereibereich wurden erste Saunakabinen als Eigenprodukt der Nordeifelwerkstätten hergestellt, die zunächst an Baumärkte und im weiteren Verlauf bis zum heutigen Tag über Fachhändler vertrieben werden. Zudem werden u. a. Paletten und Transportkisten hergestellt.
1987 eröffnete eine Werkstatt für Menschen mit seelischen Erkrankungen und Behinderungen im ehemaligen belgischen Kasino in Euskirchen mit zunächst 60 Werkstattplätzen. Da der Bedarf an Arbeitsplätzen für seelisch Behinderte so groß war, wurde 1991 eine Vergrößerung notwendig, so dass von der Stadt Euskirchen ein Grundstück in Kuchenheim angekauft wurde. Nach 18-monatiger Bauzeit konnte die Werkstatt mit 85 Werkstattplätzen eingeweiht werden. Bis 2015 konnte die Werkstatt durch den Neubau weiterer Hallen sowie die Anmietung von Nachbargebäuden auf 313 Werkstattplätze erhöht werden. Hier werden u. a. Transportbehälter kontrolliert und gereinigt, Verpackung und Konfektionierung sowie ein Druckzentrum betrieben.
1995 wurde ein leerstehender Betrieb im Kaller Gewerbegebiet angemietet, so dass eine weitere Werkstatt mit 45 Werkstattplätzen für seelisch Behinderte Menschen eröffnet werden konnte. Diese Werkstatt wurde durch Anbauten im Jahr 2000 und den Bau einer Werkhalle 2014/15 auf 109 Werkstattplätze erweitert. Hier werden u. a. Metallverarbeitung, Garten- und Anlagenpflege und eine Bonbonmanufaktur betrieben.
2002 errichteten die Nordeifelwerkstätten eine neue Holzfertigungswerkstatt in Zingsheim mit 2.000 m² Arbeits- und Lagerfläche. Diese wurde 2009 um eine neue Werkhalle erweitert. Somit standen am Standort 250 Werkstattplätze zur Verfügung, die 2015 auf insgesamt 303 Werkstattplätze aufgestockt wurden.
2003 gründeten die NEW die Euskirchener Integrationsförderungsgesellschaft gemeinnützige GmbH, deren Zielsetzung die Förderung der sozialen und gesellschaftlichen Integration behinderter Menschen ist, die die Arbeit der Nordeifelwerkstätten unterstützt und ergänzt. Hier werden Sport- und Musikaktivitäten sowie einzelne Freizeitmaßnahmen angeboten.
2004 zertifizierte die DQS das Qualitätsmanagementsystem der Nordeifelwerkstätten gemäß DIN EN ISO 9001:2000. In den Folgezertifizierungen wurden zunächst der Arbeitsschutz nach MAAS-BGW und später der Berufsbildungsbereich nach AZAV einbezogen.
2009 gründeten die Nordeifelwerkstätten das Integrationsunternehmen EuLog Service gGmbH in Kuchenheim mit dem Kerngeschäft von Lager- und Logistikdienstleistungen. Als weitere Tätigkeitsfelder wurden 2013 handwerkliche Dienstleistungen angeboten und 2014 ein CAP-Lebensmittelmarkt in Kuchenheim aufgebaut. Inzwischen arbeiten fast 50 Personen in diesem Unternehmen.
2011 zogen die zentrale Verwaltung und die Stabsstellen von Ülpenich nach Kuchenheim in ein renoviertes Verwaltungsgebäude der EuLog Halle.
Im gleichen Jahr zerstörte ein Großbrand ca. 3000 m² Produktions- und Lagerfläche mit Sanitär- und Sozialräumen am Standort in Ülpenich. Der Wiederaufbau dauerte zwei Jahre. Ab Herbst 2013 konnte in der Werkstatt wieder gearbeitet werden. Im Jahr 2015 standen 369 Werkstattplätze zur Verfügung. Hier werden u. a. Montagearbeiten, Verpackung und Konfektionierung, Wäschepflege, Catering und Saunabau angeboten.
2012 begann der Fachdienst NEW-JOB, dessen Aufgabe darin besteht, Menschen mit Behinderung aus den Nordeifelwerkstätten auf Außenarbeitsplätzen in Betrieben auf dem allgemeinen Arbeitsmarkt zu begleiten und zu betreuen. 2018 wurden 35 Einzelarbeitsplätze und zahlreiche Praktika von 4 JOB-Coaches betreut.
2014 eröffneten die Nordeifelwerkstätten den Nahversorgungsmarkt NimmEssMit im Zentrum von Bad Münstereifel. Dieser wurde bei der Flut 2021 zerstört und im September 2023 unter dem neuen Namen und Konzept Cafesito wiedereröffnet. Bad Münstereifel.
2014 wurde der ehemalige EDEKA-Markt in Kuchenheim durch die NEW-Tochter EuLog als CAP-Lebensmittelmarkt neueröffnet.
2015 Fertigstellung der neuen Werkhalle in Kall
2016 Erweiterung des CAP-Lebensmittelmarktes auf insgesamt 770 Quadratmeter. Kooperation mit der Stadt Euskirchen in Bezug auf die Versorgung der städtischen Kindertageseinrichtungen.
2017 Eröffnung des „Bügelprofi“ im Einkaufszentrum HIT-Markt in Euskirchen, Georgstraße mit 12 Arbeitsplätzen.
2018 Fertigstellung des „Heilpädagogischen Arbeitsbereiches“ für 70 Beschäftigte in Zingsheim nach Um- und Ausbau eines im Vorjahr erworbenen Nachbargebäudes.
2023 Umfirmierung in NE.W Nordeifel.Werkstätten gemeinnützige GmbH

## Werkstattkonzepte
- Werkstätten für geistig- und mehrfachbehinderte Menschen in Ülpenich und Zingsheim[20]

Die Nordeifel.Werkstätten bieten Menschen mit einer Lerneinschränkung, einer geistigen Behinderung oder einer mehrfachen Schwerstbehinderung Strukturen und Tätigkeitsfelder an, in denen ihre Fähigkeiten gefördert und weiter entwickelt werden können. Wer beispielsweise kognitive Handicaps hat, bildet seine praktischen und sozialen Kompetenzen stärker aus. Das Personal der NE.W unterstützt diese Menschen darin, den Anforderungen des allgemeinen Arbeitsmarktes gewachsen zu sein.
- Werkstätten für psychisch behinderte Menschen in Kuchenheim und Kall[20]

Die Nordeifelwerkstätten bieten Menschen mit einer psychischen Beeinträchtigung und/oder Behinderung Strukturen und Tätigkeitsfelder an, in denen sie wieder Vertrauen in ihre Leistungsfähigkeit gewinnen können und sich stabilisieren. Das Personal der NE.W unterstützt diese oftmals beruflich schon erfahrenen Menschen darin, ihre spezifischen Kenntnisse wieder anzuwenden und neue zu erwerben.

## Arbeitsbereiche
- Verpackung und Konfektionierung
- Lager und Logistik
- Saunabau
- Palettenbau und Versandkisten
- Montage
- „Bügelprofi“ (Wäschepflege)
- Kontrolle und Reinigung von Transportbehältern
- Catering
- Cafesito
- konventionelle Metallbearbeitung
- Garten- und Anlagenpflege
- Druckzentrum (Digitaldruck, Satz und Layout, Brief und Paket)
- Lebensmittelabfüllung

## Belege
1. 1 2  NEW Nordeifelwerkstätten gGmbH: [https://de.wikipedia.org/w/index.php?title=Wikipedia:Defekte_Weblinks&dwl=http://www.bundesanzeiger.de/ebanzwww/wexsservlet?session.sessionid=96799785b1e2299d3120f52909bcf5b6&page.navid=detailsearchlisttodetailsearchdetail&fts_search_list.selected=73ac9ec0d7c6a47c&fts_search_list.destHistoryId=05349 Die nachstehende Seite ist nicht mehr abrufbar], festgestellt im Juli 2020. (Suche in Webarchiven.)  [http://www.bundesanzeiger.de/ebanzwww/wexsservlet?session.sessionid=96799785b1e2299d3120f52909bcf5b6&page.navid=detailsearchlisttodetailsearchdetail&fts_search_list.selected=73ac9ec0d7c6a47c&fts_search_list.destHistoryId=05349 Jahresabschluss zum Geschäftsjahr 2014] In: Bundesanzeiger.de, abgerufen am 27. April 2016.
2. ↑  820 Menschen finden hier Lohn und Anerkennung In: Kölner Stadtanzeiger, 17. September 2005, abgerufen am 27. Januar 2016.
3. ↑  40 Jahre Nordeifelwerkstätten In: eifelton.de, abgerufen am 25. Januar 2016.
4. ↑  NEW: Aus 30 wurden 820 Arbeitsplätze In: rundschau-online.de, 17. September 2005, abgerufen am 21. Januar 2016.
5. 1 2  Eifeler Saunen genießen guten Ruf In: rundschau-online.de, abgerufen am 21. Januar 2016.
6. ↑  Wie Phoenix aus der Asche In: Kölner Stadtanzeiger, 13. Oktober 2011, abgerufen am 27. Januar 2016.
7. ↑  Eifeler Saunen genießen guten Ruf In: rundschau-online.de, abgerufen am 21. Januar 2016.
8. ↑  Nur das Holz kommt nicht aus der Eifel In: Kölner Stadtanzeiger, 17. Oktober 2014, abgerufen am 27. Januar 2016.
9. ↑  NEW Kuchenheim war oftmals der Vorreiter In: rundschau-online.de, 17. August 2012, abgerufen am 28. Januar 2016.
10. ↑  Ein hoher Stellenwert In: Kölner Stadtanzeiger, 29. September 2009, abgerufen am 27. Januar 2016.
11. ↑  Bonbon-Produktion soll bald richtig anlaufen In: Kölner Stadtanzeiger, 25. März 2015, abgerufen am 27. Januar 2016.
12. 1 2  Auftragsvolumen steigt stetig In: Kölner Stadtanzeiger, 30. August 2006, abgerufen am 28. Januar 2016.
13. ↑  Chance auf dem ersten Arbeitsplatz In: Blickpunkt-euskirchen.de, 8. Oktober 2015, abgerufen am 28. Januar 2016.
14. ↑  Zupackender Einsatz (Memento vom 26. April 2016 im Internet Archive) In: aktion-mensch.de, abgerufen am 27. Januar 2016.
15. ↑  Firmen helfen den Geschädigten In: Kölner Stadtanzeiger, 8. Juni 2012, abgerufen am 27. Januar 2016.
16. ↑  Nach dem Großbrand investiert In: Kölner Stadtanzeiger, 3. September 2013, abgerufen am 28. Januar 2016.
17. ↑  Aktion Mensch fördert Dienst zur Arbeitsbegleitung von Menschen mit Behinderung mit 166.933 Euro (Memento vom 26. April 2016 im Internet Archive) In: aktion-mensch.de, abgerufen am 26. Januar 2016.
18. ↑  Der integrative Markt „NimmEssMit“ hat 375 Kunden täglich In: rundschau-online.de, 31. Juli 2015, abgerufen am 27. Januar 2016.
19. ↑  Ein Supermarkt für die Integration In: Kölner Stadtanzeiger, 18. August 2014, abgerufen am 27. Januar 2016.
20. 1 2  Schnellstmögliche Lösungen für Mitarbeiter In: rundschau-online.de, 4. April 2011, abgerufen am 29. Januar 2016.